# Katherine D. Ortega

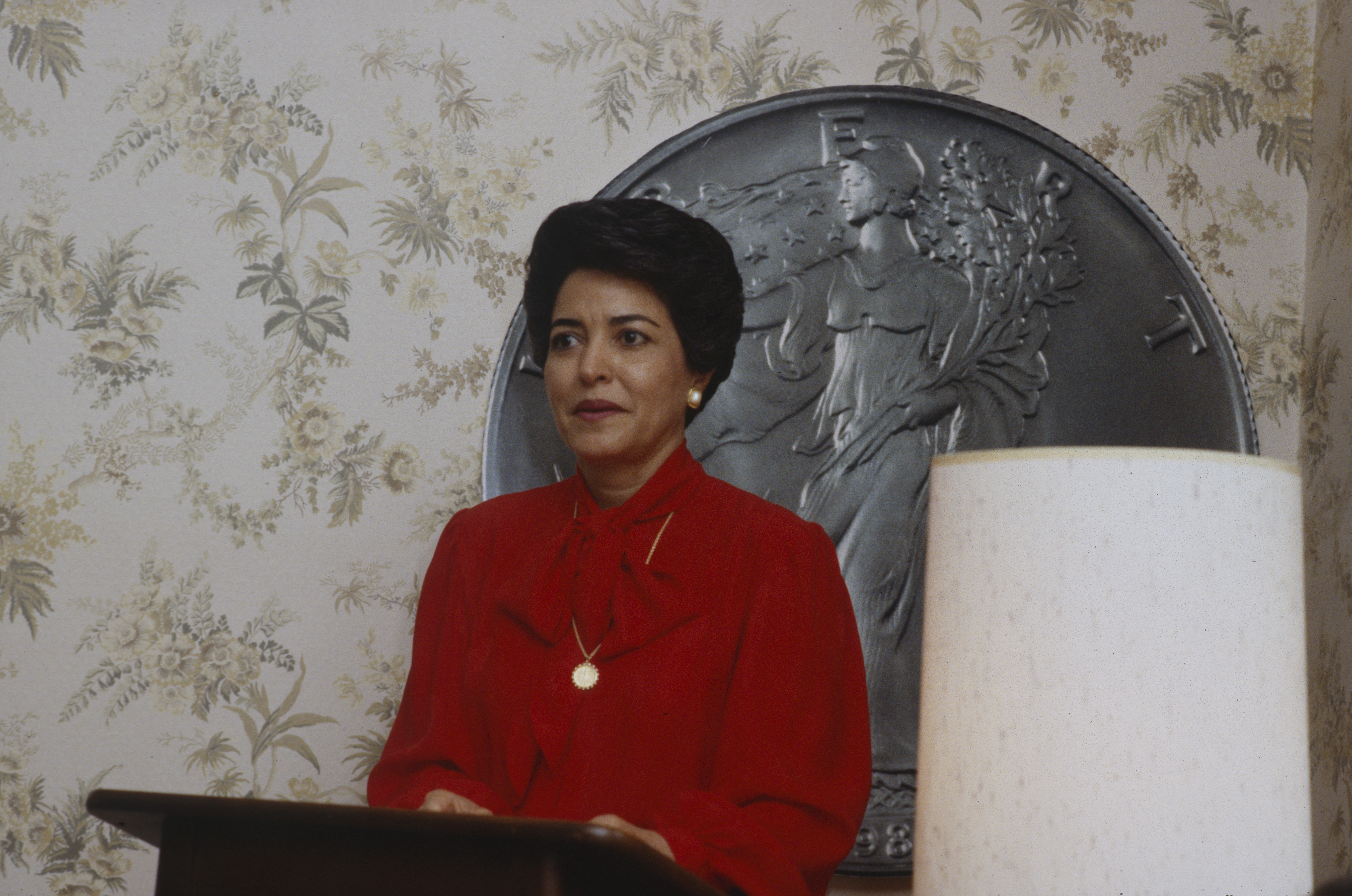
Katherine D. Ortega (1987)

Katherine Dávalos Ortega (* 16. Juli 1934 in Tularosa, New Mexico) ist eine US-amerikanische Bankerin und Regierungsbeamtin.

## Frühe Jahre
Katherine Dávalos Ortega, Tochter von Catarina Dávalos und Donaciano Ortega, wurde während der Weltwirtschaftskrise im Otero County geboren. Sie war eines von neun Kindern. Ihre Familie kam nach New Mexico, als das Gebiet noch ein Territorium war. Ihr Großvater väterlicherseits kam in den 1880er Jahren aus Texas, während auf der Seite der Mutter, ihr Urgroßvater Luciano 1862 einer der ersten Siedler in Tularosa war. Ihr Vater, ein früherer Friedensrichter im nahegelegenen Ort Bent, eröffnete 1928 eine Schmiede in Tularosa. Bis in die 1940er Jahre besaß er auch ein kleines Restaurant mit einem Tanzsaal, in welchem die ganze Familie arbeitete. Ortega begann dort im Alter von 10 Jahren zu arbeiten. Sie bediente die Registrierkasse. Ursprünglich sprach sie nur Spanisch. Später erlernte sie Englisch, als sie auf die örtliche Grundschule ging. Als Teenager arbeitete Ortega als Bankkassiererin in der Ortero County State Bank, um genug Geld für das College zu verdienen. Sie besuchte die Eastern New Mexico University in Portales (Roosevelt County), wo sie 1957 mit einem Bachelor of Arts in Betriebswirtschaft abschloss. Ursprünglich wollte sie Lehrerin werden, wurde aber durch wiederholte Fälle von Diskriminierung entmutigt und eröffnete stattdessen ein kleines Wirtschaftsprüfungsunternehmen in Alamogordo mit einer ihrer Schwestern, eine amtlich zugelassene Buch- und Rechnungsprüferin (Certified Public Accountant). Die Familie lebte bereits in dieser Town. Ihr Vater verlegte das Restaurant in den 1940er Jahren dorthin und eröffnete ein Möbelgeschäft.
Ortega zog 1968 nach Los Angeles, wo sie eine amtlich zugelassene Buch- und Rechnungsprüferin wurde und bei Peat, Marwick, Mitchell & Company als Tax Supervisor einem Beschäftigungsverhältnis nachging. Sie arbeitete auch als Kassiererin bei der Pan-American National Bank, ein Kreditinstitut, das 1963 ursprünglich von Romana Acosta Bañuelos gegründet wurde. 1971 wurde Ortega dort Vizepräsidentin. Im selben Jahr legte Bañuelos ihren Amtseid als Treasurer of the United States ab. Schließlich wurde Ortega 1975 Präsidentin der Santa Ana State Bank, der erste weibliche Geschäftsführer einer Bank in Kalifornien.
1977 kehrte Ortega wieder nach New Mexico zurück, um bei dem familieneigenen Wirtschaftsprüfungsunternehmen zu helfen. Unter ihrer Führung wuchs das Unternehmen zu der Otero Savings and Loan Association. Die Vermögenswerte lagen 1983 bei 20 Millionen Dollar. Ortega erhielt zahlreiche akademische und unternehmerische Auszeichnungen für ihre Leistungen während dieser Zeit.

## Politische Laufbahn
Seit einem frühen Alter gehörte sie der Republikanischen Partei an. Ortega wurde mehrere Male zitiert mit:

„I was born a Republican“

Der Beitritt zur Partei wird oft ihrem Vater, zeitlebens ein Republikaner, zugeschrieben. Ortega arbeitete für die Republikaner auf lokaler und Landesebene, anfänglich als eine Art unauffällige Kontaktperson für Frauen- und Hispanicgruppen in New Mexico. Nach ihrer Rückkehr in ihren Heimatstaat half sie 1979 bei der Wiederwahlkampagne von US-Senator Pete Domenici. Mit der Zeit wurde der US-Senator so etwas wie ein politischer Gönner. Im April 1982 wurde sie durch Präsident Ronald Reagan in ein zehnköpfiges Presidential Advisory Committee on Small and Minority Business Ownership berufen. Im Dezember wurde sie zu einem von fünf Mitgliedern und Vorsitzenden in der Copyright Royal Commission ernannt, eine Bundesbehörde, welche 1976 gegründet wurde, um Lizenzgebühren in der Kabelfernsehen- und Unterhaltungsmusikindustrie festzulegen. 1983 brachte US-Senator Domenici, zur damaligen Zeit Vorsitzender im Senate Budget Committee, Ortegas Namen für den Posten des Treasurer of the United States vor. Ihre offizielle Nominierung erfolgte am 12. September 1983 durch Präsident Reagan.

## Treasurer of the United States
Ortega legte am 3. Oktober 1983 ihren Amtseid ab. Nach den Aufzeichnungen des Finanzministeriums begann ihre Amtszeit aber schon am 26. September. Sie war die zehnte Frau und die zweite Hispanic, welche das Amt bekleidete. Bei ihrer Vereidigung waren drei frühere US-Treasurers anwesend: Francine Irving Neff, Bañuelos und ihre unmittelbare Vorgängerin Bay Buchanan. Als Treasurer hatte Ortega ein Budget von 220 Millionen Dollar. Davon verwendete sie 40 Millionen Dollar für die Sanierung der Freiheitsstatue. Sie ließ auch eine neue Währung entwerfen zwecks Verhinderung von Fälschungen. Ferner führte sie die Bewegung an, welche die West Point Bullion Depository zu einer offiziellen United States Mint erklärte.
Obwohl sie in persönlichen Gesprächen zurückhaltend war, wurde Ortega für ihre rhetorische Sprechfähigkeiten in der Öffentlichkeit bekannt. Ein Finanzbeamte sagte:

„Her low-key authenticity works magic with an audience.“

Sie wurde 1984 ausgewählt als Hauptredner bei der stattfindenden Republican National Convention zu fungieren. Sie war damit die erste hispanische Frau, welche die Hauptrede bei einem Nominierungsparteitag hielt. Dies sollte als Reaktion auf den prominenten Gouverneur von New York Mario Cuomo auf der Democratic National Convention dienen.
Bis zu der Ernennung des Gesundheitswissenschaftlers Lauro Cavazos zum Bildungsminister 1988 war Ortega die ranghöchste Hispanic und eine der wenigen hochkarätigen Frauen in der Administration. Sie war eine von den Schlüsselfiguren des Weißen Hauses, um sowohl die Hispanicgemeinde als auch die Frauenorganisationen zu erreichen. Nur 1984 machte sie beinahe 60.000 Meilen zu Auftritten vor republikanischen und hispanischen Gruppen.
1986 führte Ortega eine Studie durch, nachdem die Idee zum Wechsel der Farben bei 50 und 100 Dollarbanknoten verworfen wurde. Der Farbwechsel sollte es den Fälschern und Drogenbaronen deutlich schwerer machen. In den anschließenden Administrationen wurde die Idee wieder aufgegriffen und in Teilen bei der US-Währung umgesetzt.
Nach dem Reagan aus dem Amt trat, diente Ortega weiter unter George H. W. Bush. Sie wurde am 20. Januar 1989 in ihrem Posten wiederernannt. Im Juli trat sie aber von ihrem Posten zurück und kehrte zu ihrem Familienunternehmen in New Mexico zurück.

## Spätere Jahre
Nach dem Ortega in den Privatsektor zurückkehrte und ihren Geschäftsaktivitäten nachging, war sie weiterhin in der Politik aktiv. 1990 ernannte sie Präsident Bush zum Alternate Representative bei den Vereinten Nationen für die Dauer seiner Amtszeit. Sie arbeitete auch in beratender Funktion für den National Park Service und die Non-Profit-Organisation Executive Women in Government.
Ortega diente auch in den Vorständen einer Reihe von Großunternehmen: Ralston Purina, Rayonier, Ultramar Diamond Shamrock und seit 1992 Kroger. Während ihrer Zeit bei Catalyst, einem Wirtschafts- und Forschungsberatungsunternehmen, unternahm sie Auftritte im Auftrag von Geschäftsfrauen. Die Kean University, die Villanova University und ihre Alma Mater Eastern New Mexico verliehen ihr jeweils einen Ehrendoktor.

## SICPA-Untersuchung
Als Unregelmäßigkeiten im Ausschreibungsverfahren des Finanzministeriums festgestellt wurden, führte US-Senator John Glenn, damals Vorsitzender im Senate Governmental Affairs Committee, 1992 eine Untersuchung durch. Dabei wurde Ortegas Beteiligung als Treasurer einer genauen Prüfung unterworfen. Der Ausschuss von Glenn ging der Beziehung zwischen Robert J. Leuver, damals Direktor vom Bureau of Engraving and Printing, und Maurice Amon, Präsident der SICPA Industries of America – dem einzigen Anbieter für Druckfarbe für die US-Währung seit 1982, nach. Insbesondere war US-Senator Glenn über die Geschenke und andere Zuwendungen besorgt, welche Leuver von Amons Unternehmen erhalten hatte. Ein Schwerpunkt der Untersuchung war eine Geschäftsreise nach Fern Ost durch mehrere Regierungsbeamte und Wirtschaftsfunktionäre, einschließlich Ortega, Leuver und Amon im Jahr 1985. Der Untersuchungsausschuss kam zum Ergebnis, das weder Ortega noch Leuver sich irgendeines Verbrechens Schuldig gemacht hatten. Das Justizministerium lehnte eine Untersuchung ab mit der Begründung von unzureichenden Beweisen, welche die Anschuldigungen erhärten.
2002 wurden Ortegas Leistungen von den bescheidenen Anfängen  durch die Horatio Alger Association of Distinguished Americans gewürdigt, als sie den Horatio Alger Award erhielt.

## Familie
Nach ihrer Rückkehr in den späten 1970er Jahren nach New Mexico heiratete sie. Die Ehe hielt aber nur kurz. In Interviews wollte sie sich zu diesem Teil ihres Lebens nicht äußern und bestand darauf, dass man nur von ihr als Mrs. Ortega berichtete. 1989 heiratete sie ihren zweiten Ehemann Lloyd J. Derrickson, einen früheren Justitiar bei Merrill Lynch und später Vorstandsmitglied bei World Cell Inc., einem drahtlosen Kommunikationsberatungsunternehmen. Sie hat keine Kinder.

## Trivia
Ortega nannte ihre Familienerziehung als ihre Hauptinspiration im Leben:

„I am the product of a heritage that teaches strong family devotion, a commitment to earning a livelihood by hard work, patience, determination and perseverance.“

Sie hob oft insbesondere ihren Vater hervor:

„[he] taught me we were as good as anybody else, that we could accomplish anything we wanted...“